# تپه پائین مشهد زلف‌آباد
تپه پائین مشهد زلف آباد مربوط به دوران پیش از تاریخ ایران باستان - دوران‌های تاریخی پس از اسلام است و در شهرستان تفرش، بخش فراهان ـ روستای مشهد زلف آباد واقع شده و این اثر در تاریخ ۲۳ اسفند ۱۳۴۵ با شمارهٔ ثبت ۷۷۷ به‌عنوان یکی از آثار ملی ایران به ثبت رسیده است.